# Raïssa Feudjio
Raïssa Feudjio, née le 29 octobre 1995 à Yaoundé, est une footballeuse internationale camerounaise évoluant au poste de milieu de terrain.

## Carrière

### Carrière en club
Raïssa Feudjio fait ses débuts en première division camerounaise au Lorema FC de Yaoundé en 2008, puis rejoint l'Avenir FC, en deuxième division, en 2009.
Elle retourne au Lorema FC en 2010 avant de rejoindre la Turquie et le Trabzon İdmanocağı en 2012. Elle quitte la Turquie pour la Finlande et le Merilappi United en avril 2015. Elle signe en décembre 2015 un contrat avec le club d'Åland United.

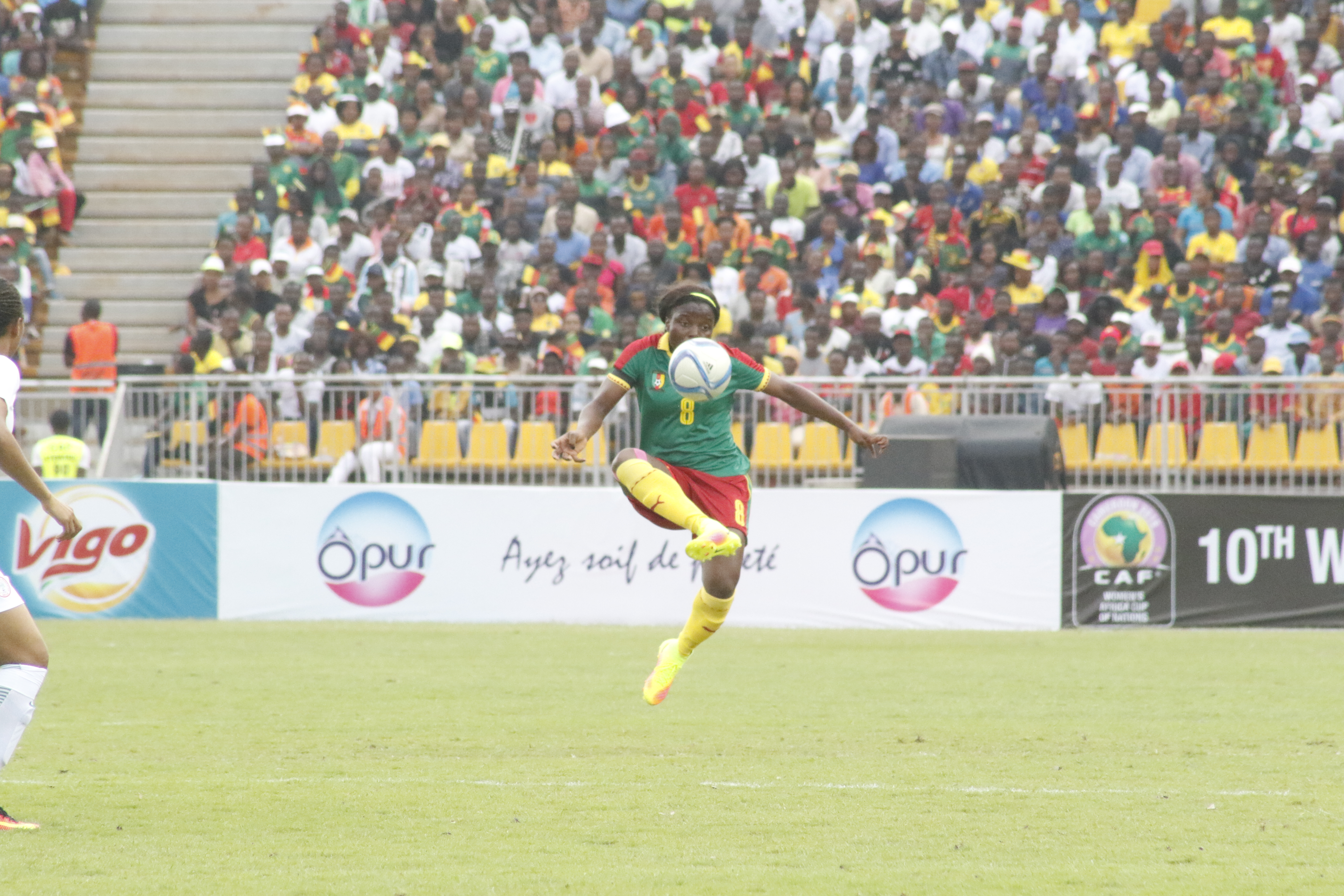
Raissa Feudjio en pleine action pendant la finale de la Coupe d'Afrique des Nations contre le Nigéria

### Carrière en sélection
Raïssa Feudjio dispute avec l'équipe du Cameroun le championnat d'Afrique 2012, et les Jeux olympiques de 2012. Lors du tournoi olympique organisé en Grande-Bretagne, elle joue deux matchs : contre le Brésil et la Nouvelle-Zélande. Il s'agit de deux défaites.
Elle dispute ensuite le championnat d'Afrique 2014, la Coupe du monde 2015, et la Coupe d'Afrique des nations 2016. Lors du mondial organisé au Canada, elle joue quatre matchs. Le Cameroun enregistre deux victoires lors de cette compétition, contre l'Équateur, et la Suisse. Lors de la Coupe d'Afrique, le Cameroun s'incline à deux reprises en finale face au Nigeria.Elle participe en 2018 à la Coupe d'Afrique des nations féminine de football. En 2019, elle est de nouveau retenue dans la sélection nationale du Cameroun pour la Coupe du monde de football féminin 2019.

## Palmarès
- Finaliste du championnat d'Afrique 2014 avec l'équipe du Cameroun
- Finaliste de la Coupe d'Afrique des nations 2016 avec l'équipe du Cameroun
- Troisième du championnat d'Afrique 2012 avec l'équipe du Cameroun
- Troisième de la Coupe d'Afrique des nations 2018 avec l'équipe du Cameroun